# Cuno Eichler
Cuno Eichler (* 4. Dezember 1888 in Frankfurt (Oder); † 31. Juli 1979 in Karlsruhe) war ein deutscher Politiker der NSDAP. Er war von 1936 bis 1945 Kreisleiter des Kreises Bonn.

## Leben
Eichler besuchte das städtische Realgymnasium in Bonn, wo er die Obersekundareife erlangte und anschließend bei einer Filiale der Dresdner Bank arbeitete. Er nahm am Ersten Weltkrieg als Flugzeugführer teil. Ihm wurde das Eiserne Kreuz I. und II. Klasse, das Pilotenabzeichen in Schwarz sowie das Verwundetenabzeichen verliehen. Nach dem Krieg arbeitete er zunächst wieder bei der Bank. Anschließend wurde er Prokurist und Möbelvertreter und leitete von 1928 bis 1930 ein eigenes Möbelgeschäft. 
Zum 1. Oktober 1930 trat er der NSDAP bei (Mitgliedsnummer 321.908). Ab 1933 war er hauptamtlich für die Partei tätig, zunächst als Stellvertretender Kreisleiter im Kreis Euskirchen, dann ab 1936 als Kreisleiter von Bonn. Am 31. Juli 1937 wurde er von Adolf Hitler in diesem Amt bestätigt. 
Nach dem Krieg war Eichler interniert und anschließend in Untersuchungshaft. Ein Spruchgericht in Bielefeld verurteilte ihn zu sieben Jahren Gefängnis, da er zum politischen Leitungs-Korps der NSDAP zählte. Diese Strafe wurde 1949 auf vier Jahre und drei Monate heruntergestuft. Die restliche Freiheitsstrafe nach Abzug der Untersuchungs- und Internierungshaft saß er bis zum 6. Juli 1949 in Emsland ab.
Eichler arbeitete anschließend als Vertreter in der Autobranche.